# Benito Stirpe
Benito Stirpe (Torrice, 3 giugno 1923 – Roma, 18 dicembre 2008) è stato un imprenditore italiano, amministratore della multinazionale Prima ed ex presidente del Frosinone Calcio. 

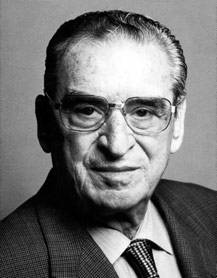
Benito Stirpe

Padre di Maurizio, è stato nominato Cavaliere del Lavoro nel giugno 2000. Alla sua memoria è dedicato lo stadio Benito Stirpe.

## Biografia
Benito Stirpe è nato a Torrice, vicino Frosinone, il 3 giugno 1923 da Amilcare e Margherita Panfili, che oltre a lui avevano altri cinque figli. Ha iniziato la sua attività di imprenditore edile nel secondo dopoguerra a capo della Benito Stirpe Costruzioni Generali, realizzando importanti opere pubbliche per lo più in campo idraulico e dell'edilizia pubblica.

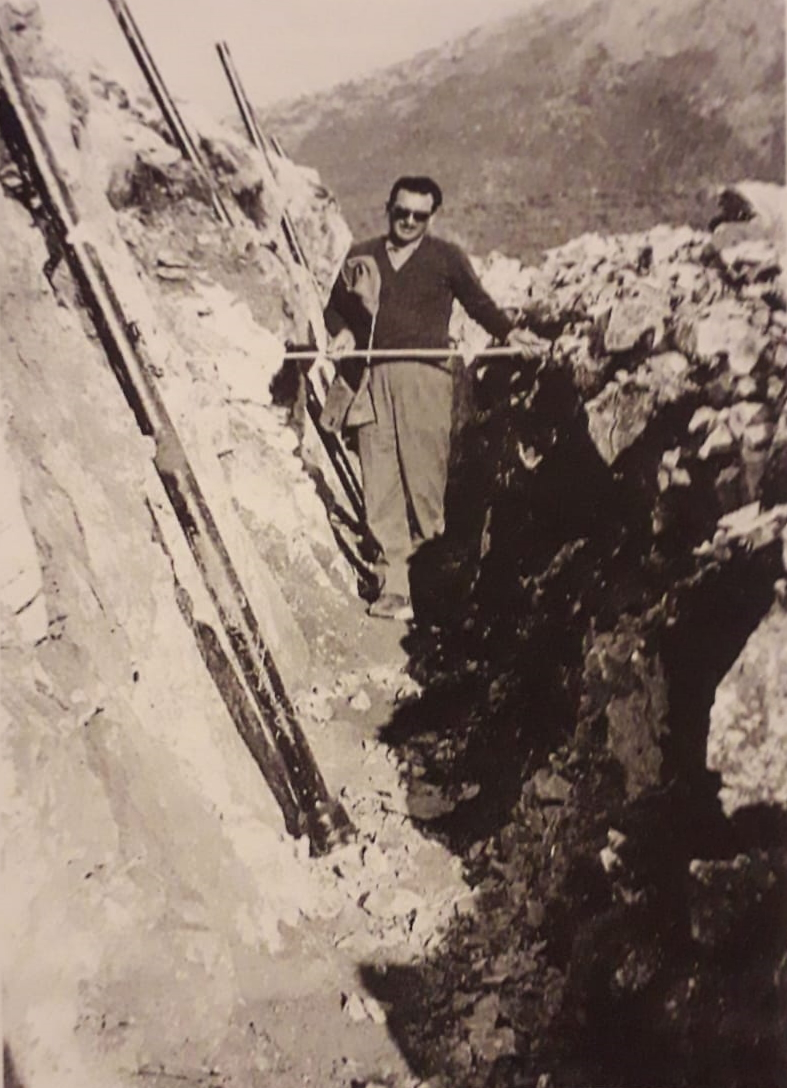
Il Cav. Benito Stirpe sul cantiere dell'acquedotto degli Aurunci (1959)

Negli anni 1960 poteva contare su 500 operai e sul fratello Roberto per le attività amministrative.
Nel 1976 ha acquisito la società Prima SpA estendendo la sua attività anche al settore manifatturiero e riconvertendo la società nel ramo della trasformazione delle materie plastiche e poliuretaniche per il mercato automobilistico.
Nel 1984 ha diversificato la produzione entrando nei settori ferroviario ed aeronautico, oltre a consolidare la Prima nel settore auto. Ad inizio anni 1990 Benito Stirpe era al vertice di cinque stabilimenti e di 560 dipendenti; alla fine del decennio i dipendenti del gruppo Prima erano 1100 e 400 nell'indotto, per un fatturato di 300 miliardi di lire ed importanti collaborazioni con FIAT e General Motors.
Negli anni 1990, potendo contare anche sul figlio Maurizio in ruoli dirigenziali, ha guidato la società nell'ulteriore espansione verso il mercato della componentistica per moto e successivamente per elettrodomestici.
Nel giugno del 1996 Benito Stirpe ha ricevuto l’Onorificenza di Ufficiale Ordine al Merito della Repubblica Italiana. Nel giugno 2000 è stato nominato Cavaliere del lavoro.
Nel 2006, attraverso una nuova acquisizione, il gruppo Prima è diventato uno dei maggiori produttori di componenti in plastica sul territorio italiano. Nel 2008 le aziende facenti capo al gruppo erano 16, di cui 4 all'estero con 2.200 dipendenti e un fatturato di circa 260 milioni di euro l'anno.

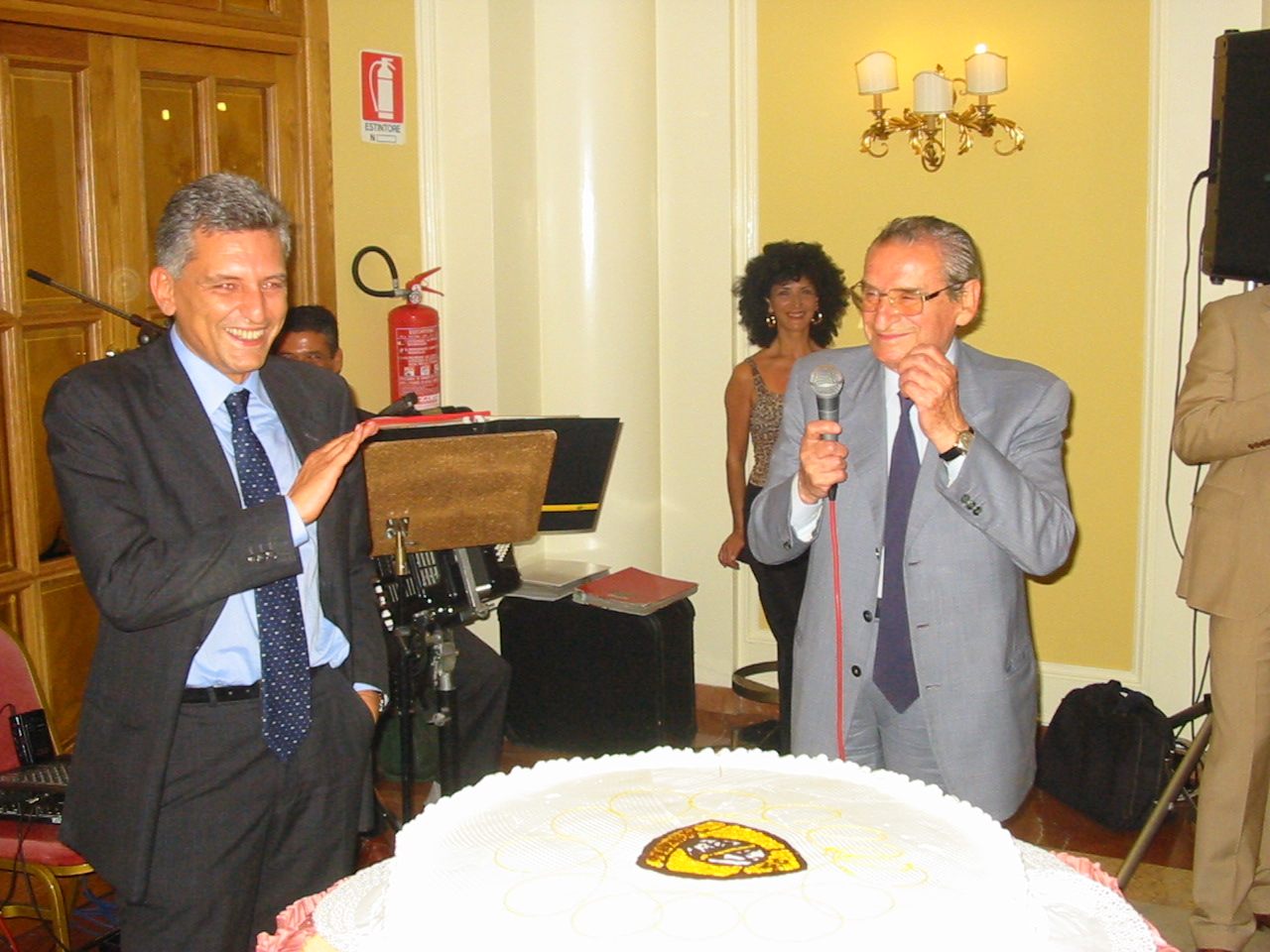
Il Cav. Benito Stirpe insieme al figlio Maurizio, imprenditore e presidente del Frosinone Calcio

In ambito sportivo è stato, insieme al fratello Roberto, Presidente del Frosinone Calcio dal 1965 al 1967 ed in tale veste ha subito ottenuto la promozione in Serie C, la terza nella storia del club ciociaro, a distanza di 19 anni dalla precedente. Per questo Benito e Roberto Stirpe sono stati soprannominati i "fratelli dell'entusiasmo". Ha ottenuto la promozione in Serie B da Presidente Onorario del Frosinone Calcio, carica ricoperta nel periodo di presidenza del figlio Maurizio.
Sposato con Anna, ha avuto tre figli: Patrizia, Curzio (1951-2023) e Maurizio. Quest'ultimo, divenuto vicepresidente di Confindustria e suo successore alla guida del club calcistico ciociaro, ha ricevuto il testimone della Prima (dal 2014 P.S.C.). Curzio, che ha anche assunto la presidenza di Unindustria, ha portato avanti la Benito Stirpe Costruzioni Generali S.p.A., rivestendo la posizione di amministratore delegato. Patrizia ha coadiuvato il fratello Maurizio nella sua esperienza imprenditoriale.
Benito Stirpe è deceduto a Roma il 18 dicembre del 2008.
Il 31 gennaio 2017 in sua memoria è stato formalmente intitolato lo stadio Benito Stirpe gestito dal Frosinone Calcio.